# Антея (грецька мітологія)

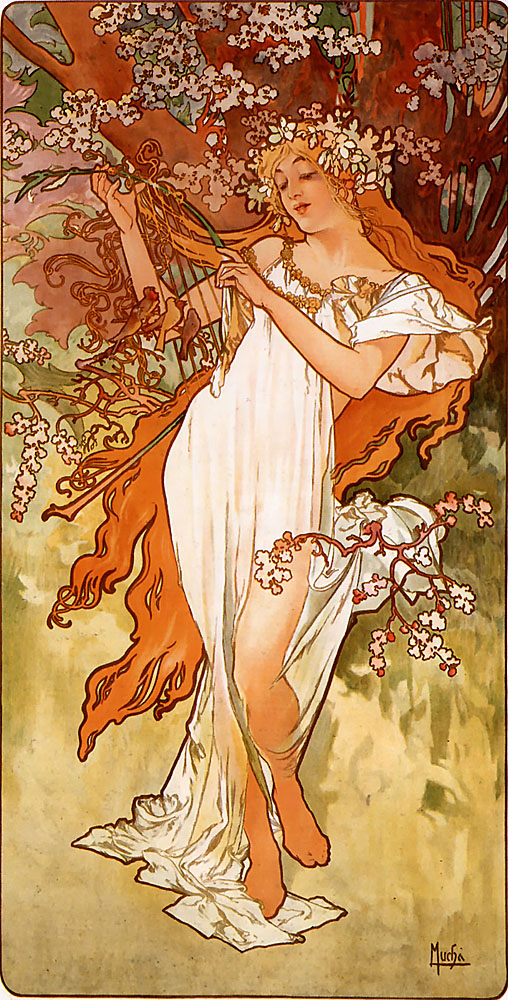
Весна (Альфонс Муха, 1896)

Антея (дав.-гр. Ἀνθεία) — одна з харит, або благодатей, давньогрецької мітології, богиня боліт і квіткових вінків. Дочка Зевса та Евріноми. В атенському вазописі її зображували як одну з обслуг Афродіти.
Її ім'я «Антея» походить від давньогрецького слова ἄνθος, яке означає «квітка» або «цвісти». Її символами є предмети золотого кольору. Римлянам вона була відома як Антея. Її центр поклоніння знаходився на острові Крит. Ім'я Антея було також дано Гері та було пов'язане з Горою, з яким вона мала храм в Арґосі. Цей термін також був епітетом назви Афродіти у Кноссі. Вона була богинею рослинності, садів, цвітіння, особливо шанувалася навесні та поблизу низин і боліт, сприятливих для зростання рослинності. Вона також була богинею людської любові. Її символами є предмети золотого кольору, такі як мед і смирна.
«Антея» — це також грецька назва стародавнього Созополя на території сучасної Болгарії, а ще Антеєю називали село, яке пізніше було перетворене на Патри близько 1000 року до н.е.
«Антея» — також історично використовувалось і використовується як ім'я осіб і чоловічої статі (дав.-гр. Άνθειας), і жіночої (дав.-гр. Άνθεια).

## Етимологія
Жіноче ім'я Антея означає «попередниця» або «квітуча», але також допустима чоловіча форма яка має те саме значення («квітуч»).

## Походження
Наскільки відомо, походження Антеї не описане в жодному уривку з книг, навіть у віршах з пеоріоду коли її образ активно використовувався в мистецтві. Вона вважається каритою, але не підходить як дочка ні в одну з наявних версій походження грацій. Неможливо, щоб її існування було невизначеним, тоді вона вважатиметься дочкою Клориси та Зефіра, тобто маловідомою німфою чи богинею.
Згідно з припущеннями про її народження (неофіційно), вона мала б виникнути з сил, зачатих Клорисі від бореда Зефіра. Отримавши владу над весною, її першим подвигом була маленька й ніжна квітка, але витонченіша й запашніша за всі в саду, про яку найбільше піклувалися. Хлориса, не задовольняючись своїм єдиним сином Карпом, чоловіком, день у день, ніч у ніч працювала над вирощуванням такої квітки. Зефір, роздратований таким відволіканням, здув маленьку квітку на Олімп, так само як він зробив це з Афродітою при народженні. Чого він не знав, так це те, що материнська любов вже була у квітці, його подих дав їй життя, а потім з цієї квітки виникла прекрасна і харизматична німфа. Афродіта в супроводі трьох своїх вірних грацій не знала, звідки вона взялася, і ніхто не міг дати прийнятного пояснення появи дівчини. Тоді було вирішено, що її титулуватимуть як одну з карітів, і жодних питань про те, звідки вона походить і чиєю дочкою, не ставитимуть.

## Історія та цитати
В одному короткому уривку Антея зображена на вазописі як юна жінка з кучерявим золотистим волоссям, яка супроводжувала богиню Афродіту. Це пояснюється тим, що Афродіта була її матір'ю-вихователькою, тому пізніше німфа стала вважатися богинею людської любові та стосунків.
Протягом історії її ім'я рідко згадується, за винятком лише одного моменту, коли Антея в якийсь момент відносно добре шанувалася  художниками, ставши натхненням для творів епохи Відродження. Після цього періоду пам'ятки про неї були втрачені, залишивши її як малописану сутність німфи чи богині, про яку мало хто знає.
Про її характеристики як однієї з Грацій: "Її зазвичай вважають частиною процесії Афродіти, як богині радощів кохання; але як танцівниця вона також з'являється в процесії Аполлона, бога-музиканта. Каріте приписують доброчинний вплив на інтелектуальну діяльність і твори мистецтва, як і Музам. Вона також супроводжує Афіну, як покровительку жіночих робіт та інтелектуальної діяльності, а іноді також Ероса та Діоніса."

## Приклади

### Як жіноча постать
- Згідно з Аполлодором, вона була однією з п'ятдесяти дочок Теспія і Мегамеда, які провели ніч з Гераклом.[11]
- Вона була однією з харит, богинь квітів і квіткових вінків, які носили на фестивалях і святах. На афінських вазах вона зображувалася як супутниця богині Афродіти.[12]
- Згідно Гесихію, Антея була прізвиськом богині Афродіти.[13]
- Також ім'я богині Гери, під яким був побудований її храм на Арґосі. Перед цим храмом, за словами Павсанія, був насип (курган), де були поховані жінки, які прибули з Діонісом з островів Егейського моря. Вони програли в змаганні з аргіянами та Персеєм.[13]
- Інша назва Стенебеї, як її назвав Гомер.[14]

### Як чоловіча постать
- «Антей» (лат. Antheias) син Евмела[en] і герой-епонім ахейського[en] міста Антея, яке було названо на його честь. Фактично, після нещасного випадку, в якому загинув його син, Евмель побудував це місто і назвав його на честь нього. Евмела відвідав Триптолем з наміром навчити його обробляти землю та користуватися дарами Деметри. Заснувши, Антей запряг драконів Тріптолема в колісниці й спробував сам посіяти зерно. Але йому не вистачило сил і, отже, не впорався із завданням, тож він упав із колісниці й загинув.[15] Про нього писав Павсаній.[11]
- «Антей» (лат. Anteias) також згадується як син Одіссея і Цирцеї.[11]